# Chromodoris annae
Chromodoris annae is een zeenaaktslak die behoort tot de familie van de Chromodorididae. Deze slak leeft in het westen van de Grote Oceaan, van Maleisië tot de Marshalleilanden. Ze komen voornamelijk voor op koraalriffen, tot op een diepte van 15 tot 30 meter.
Deze zeeslak lijkt erg op de Chromodoris elisabethina, aangezien ze beide blauw tot lichtblauw van kleur zijn, met witte en oranje lijnen.